# Liste der Bürgermeister von Eisenstadt

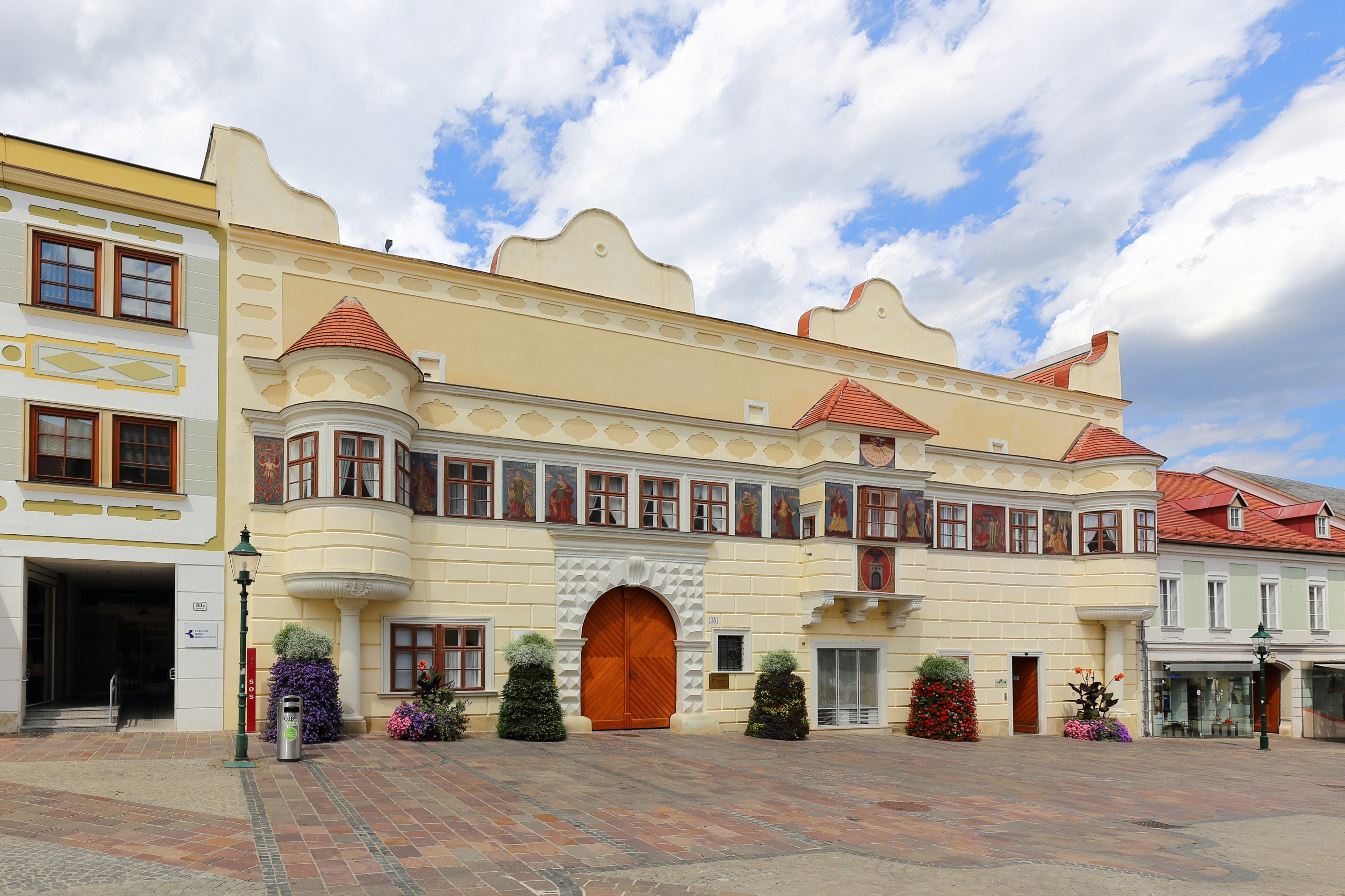
Das Rathaus Eisenstadt

Diese Liste der Bürgermeister umfasst in antichronologischer Folge die Stadtoberhäupter von Eisenstadt seit der Angliederung des Burgenlandes an Österreich im Jahr 1921. Eisenstadt hatte als Königliche Freistadt im Königreich Ungarn seit 1648 das Recht, seine inneren Angelegenheiten autonom zu verwalten. Nach 1921 behielt die Stadt Vorrechte entsprechend einer Statutarstadt bei und wurde infolge der Volksabstimmung in Ödenburg neue Hauptstadt des nunmehrigen Bundeslandes. Die bis dahin nach ungarischem Recht bestellten Organe wurden aufgelöst und eine kommissarische Verwaltung eingerichtet. Aus dieser wurde Aemilian Necesany im September 1922 als Stadtkommissär bestimmt und nach den ersten Gemeinderatswahlen am 25. März 1923 als Bürgermeister bestätigt. Zwischen 1931 und 1950 fanden, bedingt durch Ständestaat, Nationalsozialismus und Besatzungszeit, keine demokratischen Wahlen statt, erster frei gewählter Bürgermeister der Zweiten Republik wurde Hans Tinhof.

## Auflistung
| Amtszeit  | Name               | Partei                                      | Bild | Anmerkung | 1. Vizebürgermeister                                      | 2. Vizebürgermeister                                                                 |
| --------- | ------------------ | ------------------------------------------- | ---- | --- | --------------------------------------------------------- | ------------------------------------------------------------------------------------ |
| Seit 2011 | Thomas Steiner     | ÖVP                                         |      | Übernahm nach Frauenschiels Rücktritt das Amt, 2012 durch Wahl bestätigt. | Istvan Deli (ÖVP, seit 2017) Josef Mayer (ÖVP, 2011–2017) | Otto Kropf (SPÖ, seit 2021) Lisa Vogl (SPÖ, 2019–2020) Günter Kovacs (SPÖ, bis 2019) |
| 2007–2011 | Andrea Fraunschiel | ÖVP                                         |      | Rücktritt aus „persönlichen und gesundheitlichen Gründen.“ | Christian Schmall (ÖVP)                                   | Günter Kovacs (SPÖ, seit 2009)                                                       |
| 2002–2007 | Peter Nemeth       | ÖVP                                         |      | | Andrea Fraunschiel (ÖVP)                                  |                                                                                      |
| 1990–2002 | Alois Schwarz      | ÖVP                                         |      | | Peter Nemeth (ÖVP, 2000–2002)                             | Werner Krischka (SPÖ, 2000–2002)                                                     |
| 1977–1990 | Kurt Korbatits     | ÖVP                                         |      | | Alois Schwarz                                             |                                                                                      |
| 1950–1977 | Hans Tinhof        | ÖVP                                         |      | Längstdienender und erster demokratisch gewählter Bürgermeister seit 1931 |                                                           |                                                                                      |
| 1945–1950 | Franz Elek-Eiweck  | SPÖ                                         |      | Von den sowjetischen Besatzern eingesetzt. | Paul Koller (KPÖ)                                         | Paul Koller (KPÖ)                                                                    |
| 1943―1945 | Rudolf Brünner     | NSDAP                                       |      | Nach Rückkehr aus dem Kriegsdienst und der Einberufung Hocheggers 1943 erneut als Bürgermeister eingesetzt, im April 1945 geflohen. |                                                           |                                                                                      |
| 1941–1943 | Franz Hochegger    | NSDAP                                       |      | Nach Ausschreibung der Bürgermeisterstelle 1941 eingesetzt, 1943 als Reservist der Waffen-SS zum Kriegsdienst einberufen. |                                                           |                                                                                      |
| 1940–1941 | Rudolf Brünner     | NSDAP                                       |      | Nach Ilkows Absetzung übergangsweise eingesetzt. |                                                           |                                                                                      |
| 1938–1940 | Arnold Ilkow       | NSDAP                                       |      | Nach dem Anschluss Österreichs eingesetzt, 1940 aufgrund „politischer und weltanschaulicher Untragbarkeit“ des Amtes enthoben. | Rudolf Brünner                                            | Rudolf Brünner                                                                       |
| 1929–1938 | Geza Stanics       | VF Wirtschaftsvereinigung                   |      | 1934 im Zuge der Einrichtung des Ständestaates Auflösung des Gemeinderates. Wurde nach Anhörung durch die Vaterländische Front wieder als Bürgermeister eingesetzt und 1935 durch den nunmehrigen Gemeindetag im Amt bestätigt. 1938 von den Nationalsozialisten abgesetzt. | Paul Koller (SDAP, 1930–1934) Johann Reinelt              | Paul Koller (SDAP, 1930–1934) Johann Reinelt                                         |
| 1925–1929 | Paul Koller        | SDAP                                        |      | | Hubert Bauer (SDAP)                                       | Hubert Bauer (SDAP)                                                                  |
| 1922–1925 | Aemilian Necesany  | GDVP Vereinigte burgenländische Volkspartei |      | 1922–1923 Stadtkomissär, dann Bürgermeister. Die Vereinigte burgenländische Volkspartei war ein Zusammenschluss der Großdeutschen, Christlichsozialen sowie der Bürger- und Bauernpartei bei der Gemeinderatswahl 1923.                                                     |                                                           |                                                                                      |